# Tamara Pílsxikova
Tamara Nikítitxna Pílsxikova (en rus: Тамара Никитична Пильщикова), (Tula, 1946) va ser una ciclista soviètica. Especialista en la velocitat, va aconseguir proclamar-se campiona del món el 1974.

## Palmarès
- 1968
  -  Campiona de la Unió Soviètica en 500 metres
  -  Campiona de la Unió Soviètica en persecució per equips
- 1969
  -  Campiona de la Unió Soviètica en 500 metres
  -  Campiona de la Unió Soviètica en persecució per equips
- 1972
  -  Campiona de la Unió Soviètica en persecució per equips
- 1973
  -  Campiona de la Unió Soviètica en ruta
  -  Campiona de la Unió Soviètica en 500 metres
  -  Campiona de la Unió Soviètica en persecució per equips
- 1974
  -  Campiona del món de velocitat
  -  Campiona de la Unió Soviètica en 500 metres
  -  Campiona de la Unió Soviètica en persecució per equips
- 1975
  -  Campiona de la Unió Soviètica en 500 metres
- 1976
  -  Campiona de la Unió Soviètica en persecució per equips
- 1977
  -  Campiona de la Unió Soviètica en persecució per equips